# Copicucullia jemezensis
Copicucullia jemezensis là một loài bướm đêm trong họ Noctuidae.